# Манчаровское нефтяное месторождение
 Манчаровское нефтяное месторождение  открыто в 1955 году. Площадь месторождения 12,5 тыс. га. Расположено на территории Илишевского, Дюртюлинского и Чекмагушевского районов РБ.
Месторождение введено в разработку в 1957 году.

## Характеристика месторождения
Манчаровское нефтяное месторождение приурочено к антиклинальной складке, Нефть залегает в песчаниках горизонта Д-I, в песчаных пластах терригенной толщи нижнего карбона, в карбонатных коллекторах турнейского яруса.
Нефти вязкие (20 МПа.с), сернистые (около 3 %) с заводнением более 96 %.
Разрабатывается НГДУ «Чекмагушнефть» в заключительной стадии.